# Jucătorul de șah al lui Maelzel

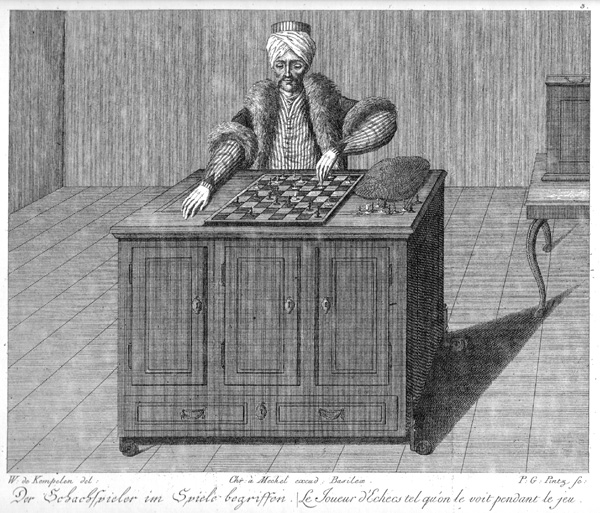
Jucătorul automatizat de șah „Turcul”, reprezentat într-o ilustrație.

„Jucătorul de șah al lui Maelzel” (în engleză Maelzel's Chess Player) este un eseu scris de Edgar Allan Poe despre un fals jucător automat de șah numit Turcul, care a devenit faimos în Europa și Statele Unite ale Americii și a fost purtat prin turnee în mai multe țări. Mașinăria frauduloasă a fost inventată de Wolfgang von Kempelen în 1769 și a fost adusă în SUA în 1825 de către Johann Nepomuk Mälzel după moartea lui von Kempelen.

## Ipoteze
La începutul eseului, E. A. Poe realizează un mic inventar al aparatelor mecanice faimoase până în vremea sa, menționând spre exemplu mașinăriile lui Vaucanson, „flautistul” și „rața” care mânca, digera și elimina excrementele printr-o conductă anală.:p. 154
Deși este cel mai faimos eseu cu privire la Turc, multe dintre ipotezele lui Poe erau incorecte. De asemenea, se poate ca el să nu fi aflat de articolele publicate anterior în Baltimore Gazette în care doi tineri afirmau că l-ar fi văzut pe jucătorul de șah William Schlumberger coborând din interiorul mașinăriei. El a preluat, cu toate acestea, foarte mult din lucrarea Letters on Natural Magic a lui David Brewster. Alte eseuri și articole anterioare celui al lui Poe au fost scrise și publicate în Baltimore, Philadelphia și Boston - orașe în care Poe a trăit sau pe care le-a vizitat înainte de a-și scrie eseul.

## Context
Eseul lui Poe a fost publicat inițial în ediția din aprilie 1836 a revistei  Southern Literary Messenger.
Eseul lui Poe susține că echipa care prezenta mașinăria lui Maelzel făcuse cel puțin o vizită anterioară la Richmond, Virginia „cu câțiva ani în urmă”, expunând automatul de șah „în casa pe care o ține astăzi domnul Bossieux, cu academia sa de dans”. Cu toate acestea, în mod foarte ciudat, Poe nu precizează nici o dată sau locație exactă pentru propria sa întâlnire cu Jucătorul de șah al lui Maelzel, afirmând doar că acesta a fost expus în Richmond „cu câteva săptămâni în urmă”. Niciunul dintre biografii lui Poe din secolul al XIX-lea sau al XX-lea nu dezvăluie când sau unde în Richmond a asistat el la reprezentația Jucătorului automat de șah.

## Traduceri în limba română
Prima traducere în limba română a fost realizată de Ion Vinea și a fost publicată în vol. Scrieri alese (vol. I), editat în 1963 de Editura pentru Literatură Universală din București, fiind reeditată și de alte edituri. O altă traducere a fost realizată de Liviu Cotrău și publicată în volumul Masca Morții Roșii: schițe, nuvele, povestiri (1831-1842), editat în 2012 de Editura Polirom din Iași.

## Importanță
Eseul este important prin faptul că anticipează unele motive generale ale literaturii science fiction moderne. Poe începuse, de asemenea, să creeze o metodă analitică care va fi folosită în cele din urmă în „poveștile sale de raționament”, forma cea mai timpurie a ficțiunii detectivistice, „Cărăbușul de aur” și „Crimele din Rue Morgue”. Acest aspect este susținut de faptul că Poe a subliniat în special că o minte umană acționa mașina.
Răspunsul public la data publicării eseului a fost unul puternic. Eseul a provocat răspunsuri în periodicele Norfolk Herald, Baltimore Gazette, Baltimore Patriot, United States Gazette, Charleston Courier, Winchester Virginian și New Yorker (ultimul dintre ele a sugerat că singura vină a articolului era doar lungimea sa excesivă).
Povestirea „Moxon's Master” (1909) a lui Ambrose Bierce se referă la un automat care joacă șah.
„Jucătorul de șah al lui Maelzel” a fost sursa de inspirație a scurt-metrajului de televiziune El jugador de ajedrez sau Le joueur d'échecs de Maelzel (1981), regizat de Juan Luis Buñuel și prezentat ca parte a seriei Histoires extraordinaires realizate după scrierile lui Poe.
Eseul este citat fără a i se preciza titlul de către Walter Benjamin în prima scriere din seria „Theses on the Philosophy of History”.